# Castelo Doe

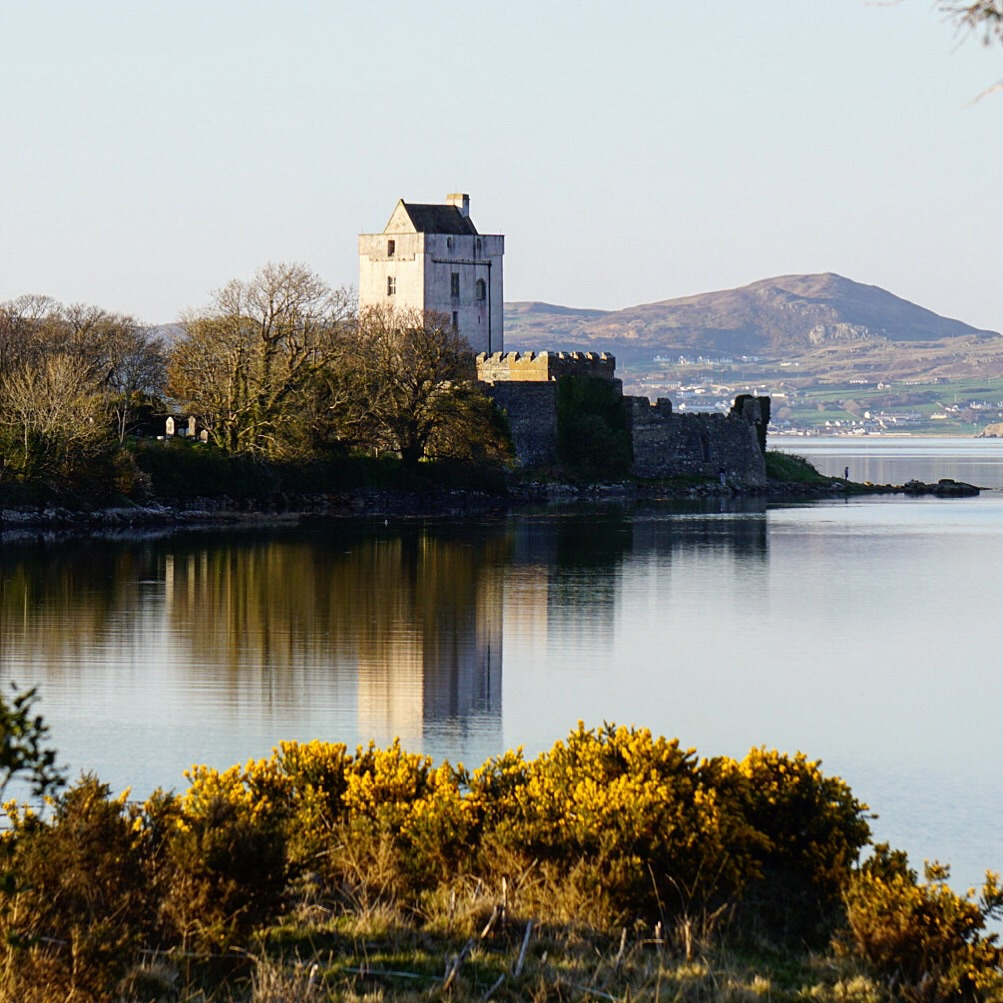
Castelo Doe.

O Castelo Doe, ou Caisleán na dTuath, próximo de Creeslough, Condado de Donegal, foi a fortaleza histórica do Clã tSuibhne (Clã MacSweeney) erguida no começo do século XV.

## História
O Castelo de Doe foi provavelmente construído por volta de 1420 pela família Quinn. mas na década de 1440 ele tinha chegado às mãos da família MacSweeney. O castelo permaneceu nas mãos de um ramo do Clã Sweeney por quase duzentos anos até que foi tomado pelo rei Jaime VI e I porque os MacSweeneys haviam se rebelado contra ele. Em 7 de março de 1613, durante a Plantação de Ulster, o rei concedeu o castelo, juntamente com outras terras, ao Procurador-Geral da Irlanda, Sir John Davies (poeta, nascido em 1569). Em 31 de dezembro de 1614 Sir John vendeu o castelo a um colono inglês, o capitão John Sandford de Shropshire, Inglaterra.